# Phare de la pointe des Corbeaux
Le phare de la pointe des Corbeaux est situé sur l'extrémité sud-est de l'île d'Yeu (commune de L'Île-d'Yeu), dans le département de la Vendée.

## Historique
En 1862, un premier phare est construit : il s'agit d'une tourelle à base carrée de 11 m de haut, dont le feu est à 19,50 m au-dessus du niveau de la mer. Un corps de logis en maçonnerie est présent. Le phare est muni d'un feu rouge fixe.
En 1944, l'armée allemande le détruit avant de battre en retraite.
En 1950, un deuxième phare est construit, sous la forme d'une tour octogonale, munie d'un feu rouge électrique.

## Phare actuel
Le phare actuel est accolé à la façade d'un corps de logis de gardiennage à un seul niveau avec des dépendances annexes.
Il est automatisé depuis 1990 et télécontrôlé depuis le grand phare de l'île d'Yeu.
Il ne se visite pas.
Le phare a fait l’objet d’une inscription au registre des monuments historiques le 1er décembre 2011.